# Matra Durandal
Matra Durandal (oznaka: BLU-107) je francoska bomba za uničevanje letalskih stez (anti-tarmac). Razvilo jo je francosko podjetje Matra (zdaj MBDA). Bombo se na nizki višini odvrže z letala, njeno padanje pa upočasni padalo. V zadnji fazi se vžge raketni motor, ki pospeši bombo, da prodre globlje. Sprva eksplodira 100 kg primarni eksploziv, pozneje še 15 kg sekundarni. Namen prve eksplozivne polnitve je ustvarjanje kraterja, šibkejša eksplozivna polnitev pa zrahlja betonsko ali asfaltno površino steze, zaradi česar so popravila dolgotrajnejša. Največja hitrost leta pri odmetavanju je 550 vozlov (1.020 km/h; 630 mph), najmanjša višina pa 200 čevljev (61 m). 
Bomba lahko predre do 40 centimetrov betona in pri eksploziji ustvari 2 metra globok ter 5 metrov širok krater. Težka je 200 kilogramov, dolžina bombe je 2,7 metra, premer pa 22 centimetrov.

## Uporabniki
- Argentina
- Brazilija
- Kitajska
- Ekvador
- Francija
- Nemčija[1]
- Grčija
- Jordanija
- Izrael
- Libija
- Oman
- Pakistan
- Srbija
- Turčija
- ZDA
- Egipt